# 欧洲自由贸易联盟
欧洲自由贸易联盟（英語：European Free Trade Association，缩写）是一个区域性贸易组织与自由贸易区，现有成员国包括冰岛、列支敦士登、挪威与瑞士。该组织与欧洲联盟（EU）并行运作，四个成员国均参与欧洲单一市场与申根区，但不属于欧盟关税同盟。
EFTA曾是西欧两大贸易集团之一，现已转变为一个规模较小、与欧盟密切合作的组织。该联盟于1960年5月3日根据《斯德哥尔摩公约》成立，作为当时未能或不愿加入欧洲经济共同体（EEC，欧盟前身）的欧洲国家替代性的贸易集团。《斯德哥尔摩公约》于1960年1月4日由七个国家（即所谓“外七国”：奥地利、丹麦、挪威、葡萄牙、瑞典、瑞士及英国）在瑞典首都斯德哥尔摩签署。
随着时间推移，原成员国中有五国（奥地利、丹麦、葡萄牙、瑞典、英国）陆续加入欧盟，自1995年起仅剩挪威与瑞士两国为创始成员国继续留在联盟内。2001年6月21日，《瓦杜兹公约》签署，并于2002年6月1日正式生效，取代原《斯德哥尔摩公约》，成为新的法律框架，进一步推动贸易自由化及区域合作。
目前EFTA虽非关税同盟，成员国仍保留与第三方国家自行缔结贸易协定的权利，但组织内部仍有协调一致的贸易政策，成员国亦已共同与欧盟及多个国家签订自由贸易协定。
为了参与欧洲单一市场，冰岛、列支敦士登及挪威三国通过《欧洲经济区协定》（EEA）实现法律与市场整合，协定的执行由欧洲自由贸易联盟监察机构及欧洲自由贸易联盟法院监督；瑞士则通过一系列瑞士—欧盟双边协议，另行参与欧洲单一市场。

## 会员国

### 历史

现有会员国
前会员国（后加入欧盟）
欧盟其他成员国

1960年1月12日，《欧洲自由贸易联盟公约》在斯德哥尔摩市政厅的金色大厅签署，宣布成立欧洲自由贸易联盟。公约规定逐步取消工业品的关税，但不涉及农产品和渔业产品。
欧洲自由贸易联盟与当时的欧洲经济共同体（EEC）之间的主要区别在于，前者没有实行统一的对外关税；各EFTA成员国可以自行决定对非EFTA国家的关税政策，或签订自由贸易协定。
EFTA的创始成员国包括：奥地利、丹麦、挪威、葡萄牙、瑞典、瑞士和英国。1960年代，这些国家常被称为“外七国”，与当时的欧洲经济共同体“内六国”相对。
芬兰于1961年成为准会员国，1986年转为正式会员国；冰岛于1970年加入。
1973年，英国和丹麦加入欧洲经济共同体，退出EFTA。1986年，葡萄牙加入欧洲共同体，亦退出EFTA。
列支敦士登于1991年加入EFTA（此前其利益由瑞士代表）。奥地利、瑞典和芬兰于1995年加入欧盟，亦退出EFTA。
挪威政府曾于1972年和1994年两次尝试加入欧盟（1973年时仍为EEC），若成功将退出EFTA，但两次公投均被否决，挪威继续留在EFTA内。冰岛则因应2008年至2011年冰岛金融危机于2009年申请加入欧盟，但后来撤回申请。

### 现有成员国

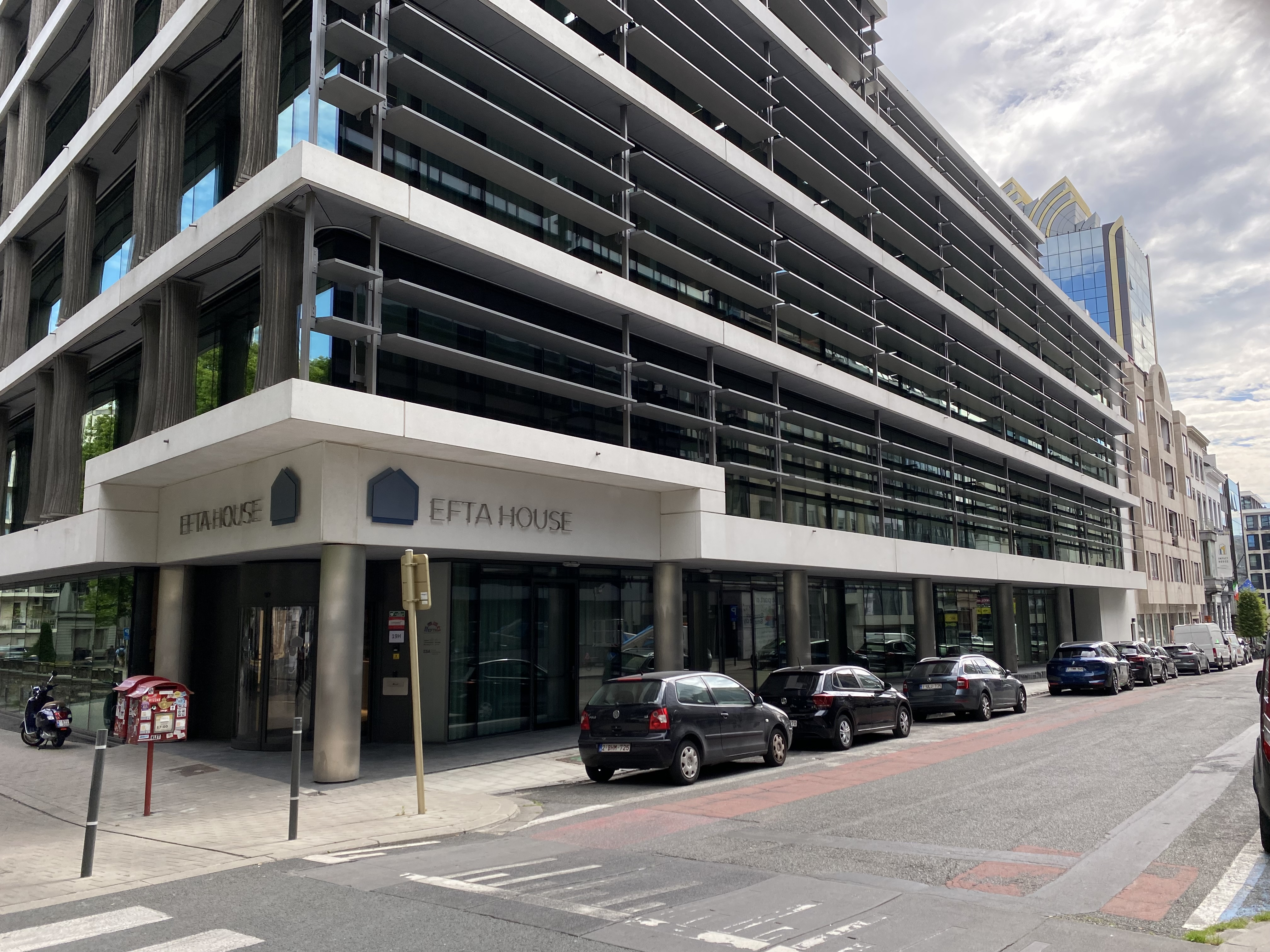
位于布鲁塞尔的EFTA大楼（2022年）

| 成员国     | 加入时间     | 人口 （2021年年数据） | 面积 (km2) | 首都       | 国内生产总值（GDP，百万，购买力平价） | 人均GDP（购买力平价） |
| ---------- | ------------ | --------------------- | ---------- | ---------- | ------------------------------------- | --------------------- |
| 冰岛       | 1970年1月1日 | 370,335               | 103,000    | 雷克雅未克 | 12,831                                | 39,223                |
| 列支敦士登 | 1991年9月1日 | 39,039                | 160.4      | 瓦杜兹     | 3,545                                 | 98,432                |
| 挪威       | 1960年5月3日 | 5,403,021             | 385,155    | 奥斯陆     | 265,911                               | 53,470                |
| 瑞士       | 1960年5月3日 | 8,691,406             | 41,285     | 伯尔尼     | 363,421                               | 45,417                |

### 前成员国

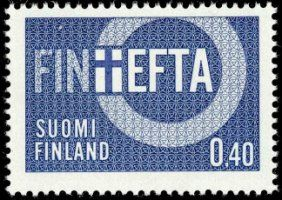
芬兰邮票，纪念芬兰与EFTA签署的贸易协定（俗称FINEFTA协议）

| 国家   | 加入时间     | 退出EFTA时间   | 加入欧洲共同体／欧盟时间            |
| ------ | ------------ | -------------- | ----------------------------------- |
| 奥地利 | 1960年5月3日 | 1994年12月31日 | 1995年1月1日                        |
| 丹麦   | 1960年5月3日 | 1972年12月31日 | 1973年1月1日                        |
| 芬兰   | 1986年1月1日 | 1994年12月31日 | 1995年1月1日                        |
| 葡萄牙 | 1960年5月3日 | 1985年12月31日 | 1986年1月1日                        |
| 瑞典   | 1960年5月3日 | 1994年12月31日 | 1995年1月1日                        |
| 英国   | 1960年5月3日 | 1972年12月31日 | 1973年1月1日（于2020年1月31日脱欧） |

### 其他协商

欧盟（蓝色）与EFTA（绿色）成员国分布图

1994年至2011年间，曾探讨将安道尔、摩纳哥、圣马力诺、马恩岛、土耳其、以色列、摩洛哥及其他欧洲邻国政策伙伴纳入EFTA成员国体系。

#### 安道尔、摩纳哥与圣马力诺
2012年11月，欧盟理事会呼吁评估欧盟与安道尔、摩纳哥及圣马力诺三国的关系，认为当时关系“零散”。随后，欧盟委员会发布报告，提出这些国家进一步融入欧盟的选项。相较于列支敦士登已透过EFTA及申根协定成为欧洲经济区（EEA）成员，这三国则通过多个专题协议处理双边关系。报告中提出四种可选方案：
1. 以分部门协定模式，针对不同政策领域签订个别协定；
2. 与三国签署一项全面的多边《框架联系协定》（FAA）；
3. 成为欧洲经济区成员；
4. 加入欧盟。

报告指出，分部门协定难以解决核心问题，亦不够简化；而直接加入欧盟，因当前欧盟体制尚未适应接纳如此小型国家，因此在可预见的未来不具可行性。委员会推荐考虑EEA成员或签署FAA作为优先方案。对此，欧盟理事会要求继续与三国磋商，并于2013年底前提交详细评估报告，分析两项可行方案的影响及后续步骤建议。
由于目前EEA成员资格仅限于EFTA或欧盟成员国，若微型国家拟加入EEA，须经现有EFTA成员国同意。2011年，时任挪威外交大臣约纳斯·加尔·斯特勒表示，不认为EFTA/EEA机制适合这些微型国家，其需求与挪威等大国差异甚大，建议另行设计更为简化的联系机制。其继任者埃斯彭·巴特·艾德则于2012年底回应欧委会报告，质疑这些国家是否具备履行EEA义务的行政能力，惟同时表示若其正式提出申请，挪威对接纳其为EFTA成员持开放态度，尚未作出最终决定。列支敦士登驻欧盟使团参赞帕斯卡尔·沙夫豪瑟（Pascal Schafhauser）表示，列支敦士登愿意讨论三国加入EEA的可能性，前提是不会影响组织正常运作，并建议考虑让这些国家直接加入EEA而无需成为EFTA或欧盟成员。2013年11月18日，欧盟委员会最终认定，基于政治和体制原因，目前尚不适宜让这些小型国家通过EEA机制融入内部市场，签署欧盟联系协定]（Association Agreements）是更可行的方案。

#### 挪威
挪威选民曾在两次全民公投中否决加入欧盟的条约。1972年首次公投时，邻国丹麦选择加入；1994年第二次公投后，其他两位北欧邻国瑞典和芬兰也加入了欧盟。近两届挪威政府由于均为由支持和反对欧盟入盟双方联合组成的联合政府，未曾再推进相关议题。

#### 瑞士
自瑞士在1992年瑞士公投中否决加入欧洲经济区（EEA）以来，又多次就是否加入欧盟举行公投，最近一次为2001年瑞士公投，结果均被否决。瑞士自1924年起便与邻国、同为EFTA成员国的列支敦士登组成关税联盟。

#### 冰岛
2009年7月16日，冰岛政府正式申请加入欧盟，但相关谈判于2013年中断，2015年冰岛外交部长致函欧盟，撤回入盟申请。

#### 法罗群岛（丹麦王国）
丹麦为1960年EFTA创始成员国，1973年加入欧洲共同体后退出EFTA。丹麦王国的自治领土当时亦在其EFTA成员国身份下涵盖范围内，格陵兰自1961年起适用，法罗群岛则自1968年起适用。2005年中期，法罗群岛方面曾提出考虑重新加入EFTA的可能性。然而，由于《EFTA公约》第56条规定仅主权国家方可成为EFTA成员国，法罗方面考虑是否可由“丹麦王国（法罗群岛名义）”申请加入。丹麦政府则指出，此种方式无法使法罗群岛单独成为EEA成员，因为丹麦本身已是EEA协定缔约方。
法罗群岛目前已与冰岛签署内容广泛的双边自由贸易协定，即霍伊维克协定（Hoyvík Agreement）。

#### 英国
英国是1960年EFTA的创始成员国之一，但在加入欧洲经济共同体（EEC）后退出EFTA。2016年，英国举行公投决定是否退出欧盟（通常称为“脱欧”），最终以51.9%的票数支持脱欧。2013年，提交英国议会的一份研究报告提出若脱欧后仍希望维持对欧盟单一市场的准入，方案包括：以EFTA成员身份继续保有EEA成员资格，或采取类似瑞士模式，通过多个双边协议涵盖单一市场的相关条款。
英国公投后，EFTA在首场会议上表态，欢迎英国回归，但也指出英国仍有许多问题待处理。时任瑞士总统约翰·施奈德-阿曼表示，英国回归将有助增强该组织。然而，2016年8月，挪威政府表达了保留态度。挪威欧洲事务部长伊丽莎白·维克·阿斯帕克尔在《Aftenposten》表示：“是否让一个如此大的国家加入该组织仍有疑问。这将打破现有平衡，未必符合挪威利益”。
2016年底，苏格兰首席部长尼古拉·斯特金表示，其首要目标是保持整个英国留在欧洲单一市场，但亦考虑将苏格兰单独纳入EEA的选项。不过，其他EFTA成员国指出，仅有主权国家才有资格申请加入，除非苏格兰先行独立，方能申请，或者采纳2005年曾为法罗群岛探讨的方案（见上文）。
2018年初，英国议员安托瓦内特·桑德巴赫、斯蒂芬·金诺克与斯蒂芬·哈蒙德呼吁英国重新加入EFTA。

## 与欧盟的关系：欧洲经济区
1992年，欧盟（当时为欧洲共同体）及其成员国与EFTA成员国在葡萄牙波尔图签署了《欧洲经济区协定》。然而，瑞士在全民公投中否决加入该协定，尽管该国随后与欧盟签署多项双边协议，使其能够参与欧洲单一市场、申根区及其他若干合作项目。因此，除瑞士外的EFTA成员国均为欧洲经济区（EEA）成员。EEA由三国EFTA成员（冰岛、列支敦士登和挪威）与欧盟的27个成员国组成，协议于1994年1月1日正式生效，当时欧洲共同体刚改组为欧盟。
EEA允许EFTA成员国在不成为欧盟成员的前提下参与欧盟内部市场运作。三国需采纳欧盟大部分与单一市场相关的法律，但农业与渔业领域除外。此外，这些国家亦可通过正式机制在相关政策与立法成形阶段提供意见。 瑞士虽未加入EEA，但通过多个双边协定（包括自由贸易协定）与欧盟建立密切关系。
下表概述了欧盟相关法律在EFTA成员国及其属地的适用情况，某些欧盟成员国属地及欧洲微型国家也有类似特殊地位。
| EFTA成员国及其属地    | EFTA成员国及其属地    | 欧盟法律适用情况 | EURATOM              | 欧洲防务局             | 申根区 | 欧盟增值税区                     | 欧盟关税同盟                   | 欧洲单一市场                     | 欧元区                  |
| --------------------- | --------------------- | ---------------- | -------------------- | ---------------------- | ------ | -------------------------------- | ------------------------------ | -------------------------------- | ----------------------- |
| 冰島 冰岛             | 冰島 冰岛             | 部分适用         | 否                   | 否                     | 是     | 否                               | 否                             | 是（作为EEA成员，存在豁免）      | 否，使用冰岛克朗（ISK） |
| 列支敦斯登 列支敦士登 | 列支敦斯登 列支敦士登 | 部分适用         | 否                   | 否                     | 是     | 否，使用瑞士－列支敦士登增值税区 | 否，使用瑞士－列支敦士登关税区 | 是（作为EEA成员，存在豁免）      | 否，使用瑞士法郎（CHF） |
| 挪威 挪威（除属地）   | 挪威 挪威（除属地）   | 部分适用         | 否                   | 是（作为非成员国参与） | 是     | 否                               | 否                             | 是（作为EEA成员，存在豁免）      | 否，使用挪威克朗（NOK） |
|                       | 扬马延岛              | 部分适用         | 否                   | 是（参与）             | 是     | 否，免征增值税                   | 否                             | 是（作为EEA成员，存在豁免）      | 否，使用挪威克朗（NOK） |
|                       | 斯瓦尔巴群岛          | 否               | 否                   | 否（非军事区）         | 否     | 否，免征增值税                   | 否                             | 否                               | 否，使用挪威克朗（NOK） |
|                       | 布韦岛                | 否               | 否                   | 是（参与）             | 否     | 否                               | 否                             | 否                               | 否，使用挪威克朗（NOK） |
|                       | 彼得一世岛            | 否               | 否                   | 否（非军事区）         | 否     | 否                               | 否                             | 否                               | 否，使用挪威克朗（NOK） |
|                       | 毛德皇后地            | 否               | 否                   | 否（非军事区）         | 否     | 否                               | 否                             | 否                               | 否，使用挪威克朗（NOK） |
| 瑞士 瑞士（除属地）   | 瑞士 瑞士（除属地）   | 部分适用         | 是（作为关联国参与） | 否                     | 是     | 否，瑞士－列支敦士登增值税区     | 否，瑞士－列支敦士登关税区     | 是（通过多项部门协议，存在豁免） | 否，使用瑞士法郎（CHF） |
|                       | 萨姆瑙恩              | 部分适用         | 是（与瑞士一同参与） | 否                     | 是     | 否，免征增值税                   | 否，瑞士－列支敦士登关税区     | 是（通过多项部门协议，存在豁免） | 否，使用瑞士法郎（CHF） |

### EEA机构
EEA联合委员会（由EEA的EFTA成员国与代表欧盟的欧盟委员会组成）负责将相关欧盟法律延伸适用于非欧盟成员国。此外，EEA理事会每年召开两次会议，协调EEA成员间整体关系。
EEA并未设立泛欧洲经济区机构，其运作由EFTA监管局和EFTA法院监督管理，二者履行EFTA成员在EEA框架下的法律义务。瑞士并非EEA成员，因此不参与相关机构。
EFTA监管局在EFTA成员国内的职能，相当于欧盟委员会在欧盟中的角色，履行“条约守护者”的职责；EFTA法院则类似于欧洲法院。
最初EEA协定草案中并未设立EFTA法院，拟由欧洲法院兼任该角色。但在协定谈判期间，欧洲法院在《1/91号意见》中裁定，若将此权力授予欧盟机构，涉及非欧盟成员国，恐违反现有条约安排，因此改由现有机构执行。

### EEA与挪威赠款
EEA与挪威赠款（EEA and Norway Grants）系由冰岛、列支敦士登和挪威提供的财政资助，旨在缩小欧洲内部社会与经济差距。该机制自2004年欧洲经济区扩大后设立，当时EEA已将欧盟、冰岛、列支敦士登与挪威共同纳入单一市场。2004年至2009年间，三国共向中欧和南欧15个受赠国提供项目资助13亿欧元。EEA与挪威赠款由位于布鲁塞尔的EFTA秘书处附属财政机制办公室管理。

## 国际公约
EFTA亦发起了《贵金属标记公约》及《药品检查公约》，两项公约均对非EFTA国家开放。

## 国际贸易关系

EFTA与世界各国自由贸易协定分布图
EFTA
自由贸易协定
正在谈判中
欧洲经济区
合作宣言或深化贸易关系对话

EFTA目前已与非欧盟国家签署29项自由贸易协定，并与多国签订合作宣言或设立贸易工作组，促进贸易关系。目前，EFTA与除欧盟27国外的40个国家和地区建立了优惠贸易关系。
EFTA亦发布“互动自由贸易地图”，供全球范围内检索合作伙伴概况。

### 自由贸易协定
| 国家／地区                                                         | 涉及国家数量 | 签署日期       | 生效日期      | 涵盖内容   | 参考文献        |
| ------------------------------------------------------------------ | ------------ | -------------- | ------------- | ---------- | --------------- |
| 阿尔巴尼亚                                                         | 1            | 2009年12月17日 | 2010年11月1日 | 货物       | [ 121 ]         |
| 波斯尼亚和黑塞哥维那                                               | 1            | 2013年6月24日  | 2015年1月1日  | 货物       | [ 122 ]         |
| 加拿大                                                             | 1            | 2008年1月26日  | 2009年7月1日  | 货物       | [ 123 ]         |
| 中美洲 哥斯达黎加 巴拿马                                           | 4            | 2013年6月24日  | 2014年8月19日 | 货物与服务 | [ 124 ]         |
| 智利                                                               | 1            | 2003年6月26日  | 2004年12月1日 | 货物与服务 | [ 125 ]         |
| 哥伦比亚                                                           | 1            | 2008年11月25日 | 2011年7月1日  | 货物与服务 | [ 126 ]         |
| 厄瓜多尔                                                           | 1            | 2018年6月25日  | 2020年11月1日 | 货物与服务 | [ 127 ]         |
| 埃及                                                               | 1            | 2007年1月27日  | 2007年8月1日  | 货物       | [ 128 ]         |
| 格鲁吉亚                                                           | 1            | 2016年6月27日  | 2017年9月1日  | 货物与服务 | [ 129 ]         |
| 海湾阿拉伯国家合作委员会 巴林 科威特 阿曼 卡塔尔 沙特阿拉伯 阿联酋 | 6            | 2009年6月22日  | 2014年7月1日  | 货物与服务 | [ 130 ]         |
| 香港                                                               | 1            | 2011年6月21日  | 2012年10月1日 | 货物与服务 | [ 131 ]         |
| 印度尼西亚                                                         | 1            | 2018年12月16日 | 2021年11月1日 | 货物与服务 | [ 132 ]         |
| 以色列                                                             | 1            | 1992年9月17日  | 1993年1月1日  | 货物       | [ 133 ]         |
| 约旦                                                               | 1            | 2001年6月21日  | 2002年9月1日  | 货物       | [ 134 ]         |
| 黎巴嫩                                                             | 1            | 2004年6月24日  | 2007年7月1日  | 货物       | [ 135 ]         |
| 墨西哥                                                             | 1            | 2000年11月27日 | 2001年7月1日  | 货物       | [ 136 ]         |
| 摩尔多瓦                                                           | 1            | 2023年6月27日  | 2024年9月1日  | 货物与服务 | [ 137 ] [ 138 ] |
| 黑山                                                               | 1            | 2011年11月14日 | 2012年9月1日  | 货物       | [ 139 ]         |
| 摩洛哥                                                             | 1            | 1997年6月19日  | 1999年12月1日 | 货物       | [ 140 ] [ 141 ] |
| 北马其顿                                                           | 1            | 2000年6月19日  | 2002年5月1日  | 货物       | [ 142 ]         |
| 巴勒斯坦权力机构                                                   | 1            | 1998年11月30日 | 1999年7月1日  | 货物       | [ 143 ]         |
| 秘鲁                                                               | 1            | 2010年6月24日  | 2011年7月1日  | 货物       | [ 144 ]         |
| 菲律宾                                                             | 1            | 2016年4月28日  | 2018年6月1日  | 货物与服务 | [ 145 ]         |
| 塞尔维亚                                                           | 1            | 2009年12月17日 | 2010年10月1日 | 货物       | [ 146 ]         |
| 新加坡                                                             | 1            | 2002年6月26日  | 2003年1月1日  | 货物与服务 | [ 147 ]         |
| 韩国                                                               | 1            | 2005年12月15日 | 2006年9月1日  | 货物与服务 | [ 148 ]         |
| 南部非洲关税联盟 博茨瓦纳 斯威士兰 莱索托 纳米比亚 南非            | 5            | 2006年6月26日  | 2008年5月1日  | 货物       | [ 149 ]         |
| 突尼斯                                                             | 1            | 2004年12月17日 | 2005年8月1日  | 货物       | [ 150 ]         |
| 土耳其                                                             | 1            | 2018年6月25日  | 2021年10月1日 | 货物与服务 | [ 151 ]         |
| 乌克兰                                                             | 1            | 2010年6月24日  | 2012年6月1日  | 货物与服务 | [ 152 ]         |

### 正在进行的自由贸易协定谈判
根据EFTA官方统计，目前EFTA成员国与多国进行自由贸易协定谈判，部分已完成，部分谈判中或暂停。EFTA通过不断扩展自由贸易网络，巩固其在全球贸易体系中的角色。
已签署：
- （签署于 2015年6月22日）[124]
- 印度（签署于 2024年3月10日）[155][156][157]
- 科索沃（谈判完成 2024年9月26日，签署于 2025年1月22日）[158][159][160]
- 泰國（签署于 2025年1月23日）[161][162][163]

谈判完成：
- 南方共同市场（谈判完成 2019年8月23日）[164]

 阿根廷  巴西  巴拉圭  乌拉圭
谈判中：
- 马来西亚（自 2012年11月起）[165]
- 越南（自 2012年7月起）[166]

谈判目前暂停：
- 阿尔及利亚[167]
- （中美洲国家）[168]
- Template:Country data 欧亚经济联盟 [169]

 白俄羅斯    俄羅斯
合作宣言：
- 模里西斯[170]
- 蒙古国[171]
- 緬甸（自2022年起暂停）[172]
- 巴基斯坦[173]

### 已失效的协议
以下协议因被其他协定取代，现已失效：
- 保加利亚（1995年－2007年）
- （2002年－2013年）
- 捷克（1993年－2004年）
- 捷克斯洛伐克（1992年－1993年）
- 爱沙尼亚（1996年－2004年）
- 匈牙利（1995年－2004年）
- 拉脫維亞（1996年－2004年）
- 立陶宛（1996年－2004年）
- 波蘭（1995年－2004年）
- 羅馬尼亞（1995年－2007年）
- 斯洛伐克（1993年－2004年）
- 斯洛維尼亞（1995年－2004年）
- 西班牙（1980年－1986年）
- 土耳其（1995年－2021年）

## 旅行政策

### EFTA与欧盟／欧洲经济区内人员自由流动
根据《EFTA公约》，EFTA成员国公民在彼此境内享有人员自由流动权利。  
EFTA与EEA成员国公民亦在欧盟（EU）境内享有人员自由流动权利，EFTA与欧盟成员国公民之间不仅互免签证，且依法可进入并在对方国家居留。  
《欧盟公民权指令》（又称“人员自由流动指令”）规定了欧洲经济区（EEA）公民的人员自由流动权利，EEA包括三国EFTA成员——冰岛、挪威与列支敦士登，以及欧盟成员国。  
瑞士虽为EFTA成员但非EEA成员，其人员自由流动权利是通过与欧盟及其成员国签署的双边协议加以保障。
因此，EFTA国家公民可在所有EFTA和欧盟国家生活与工作，欧盟公民亦可在所有EFTA国家生活与工作。但在投票权、敏感行业（如政府／警察／军队）就业等领域，通常仍需具备该国国籍，非公民通常也无法享有与本国公民相同的福利与失业保障。

## 秘书长列表
| 序号 | 国家          | 姓名                                       | 任期       |
| ---- | ------------- | ------------------------------------------ | ---------- |
| 1    | 英国 英国     | 弗兰克·菲格斯（Frank Figgures）            | 1960－1965 |
| 2    | 英国 英国     | 约翰·库尔森（John Coulson）                | 1965－1972 |
| 3    | 瑞典 瑞典     | 本特·拉贝乌斯（Bengt Rabaeus）             | 1972－1975 |
| 4    | 瑞士 瑞士     | 查尔斯·穆勒（Charles Müller）              | 1976－1981 |
| 5    | 挪威 挪威     | 佩尔·克莱佩（Per Kleppe）                  | 1981－1988 |
| 6    | 奥地利 奥地利 | 格奥尔格·赖施（Georg Reisch）              | 1988－1994 |
| 7    | 冰島 冰岛     | 克亚尔坦·约翰松（Kjartan Jóhannsson）      | 1994－2000 |
| 8    | 瑞士 瑞士     | 威廉·罗西耶（William Rossier）             | 2000－2006 |
| 9    | 挪威 挪威     | 科勒·布林（Kåre Bryn）                     | 2006－2012 |
| 10   | 冰島 冰岛     | 克里斯廷·F·阿尔纳松（Kristinn F. Árnason） | 2012－2018 |
| 11   | 瑞士 瑞士     | 亨利·热塔兹（Henri Gétaz）                 | 2018－现任 |

## 葡萄牙基金
葡萄牙基金（Portugal Fund）于1977年2月开始运作，当时葡萄牙仍是EFTA成员国。该基金旨在为葡萄牙在康乃馨革命后进行国家重建提供资金支持，帮助其恢复民主制度，推进对海外殖民地的去殖民化进程。当时葡萄牙因国际社会广泛制裁，经济发展水平远低于西欧其他国家。
1985年葡萄牙为加入欧洲经济共同体（EEC）而退出EFTA，EFTA其他成员国决定继续保留葡萄牙基金，使葡萄牙仍能从中受益。该基金最初以低息贷款形式提供，总额1亿美元。贷款原计划自1988年起归还，后经EFTA决议，归还起始时间推迟至1998年。葡萄牙基金最终于2002年1月正式解散。

## 延伸阅读
- Graham Butler (编). . Research Handbooks in European Law. 爱德华·埃尔加出版社（Edward Elgar Publishing）. 2025. ISBN 978-1-80392-245-4. doi:10.4337/9781803922461.